# Miloslav Blažek
Miloslav Blažek (22. června 1922, Přívoz – 19. února 1985, Ostrava) byl československý hokejový útočník.

## Hráčská kariéra
Je odchovancem klubu SK Ostravská Slavia, za které nastupoval v seniorském hokeje v mistrovství župy. Do Baník VŽKG přestoupil v roce 1949. Jako reprezentant se zúčastnil olympiády v roce 1952, kde Československo skončilo na 4. místě. V reprezentačním dresu odehrál celkem 23 zápasů a dal 15 gólů.